# 380

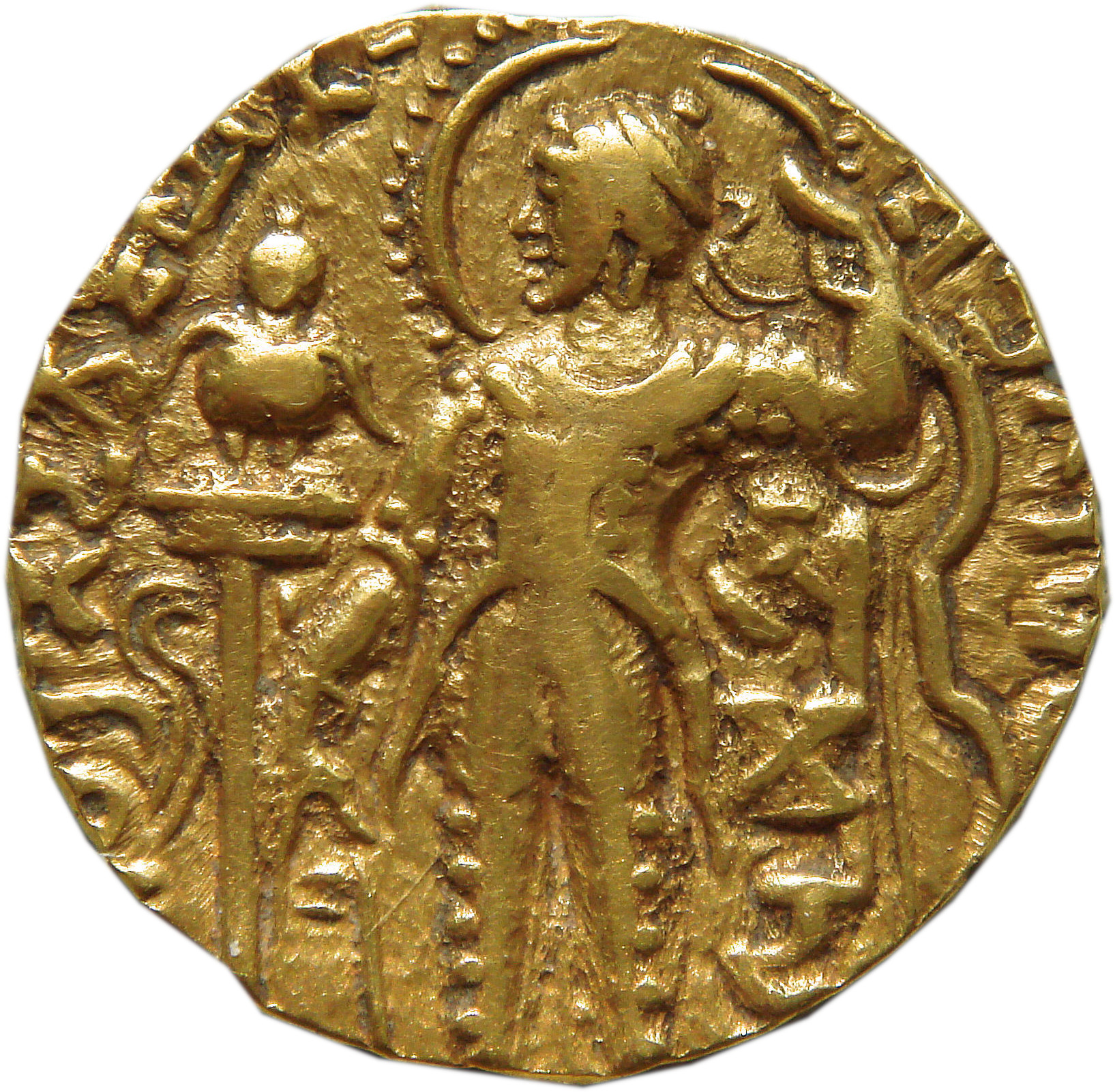
Keizer Samudra-Gupta

Het jaar 380 is het 80e jaar in de 4e eeuw volgens de christelijke jaartelling.

## Gebeurtenissen

### Europa
- 27 februari - Keizer Theodosius I verklaart in het edict Cunctos populos ("alle volken") met medekeizers Gratianus en Valentinianus II, dat alle volkeren zich moeten bekeren tot het trinitaire christendom. Het edict is gericht tegen het 'ketterse' arianisme en maakt een einde aan de geldende godsdienstvrijheid.
- Athanarik wordt na het overlijden van zijn rivaal Fritigern, overwinnaar van Adrianopel, de onbetwistbare heerser over het verenigde Visigotische volk.
- Bauto, Frankisch veldheer, wordt door Gratianus benoemd tot magister militum ("meester der soldaten") van het Westen en regent van Valentinianus II.

### India
- Chandra-Gupta II bestijgt de troon en annexeert de westelijke provincies bij het Gupta Rijk. Dit geeft hem controle over de handelsroutes naar Europa.

## Geboren
- Aelia Eudoxia, keizerin en vrouw van Arcadius (waarschijnlijke datum)
- Alexius van Edessa, heremiet en heilige (waarschijnlijke datum)
- Eucherius, bisschop van Lyon (waarschijnlijke datum)
- Flavius Felix, Romeins consul (waarschijnlijke datum)
- Gunderik, koning van de Vandalen en Alanen (waarschijnlijke datum)
- Kālidāsa, Sanskriet dichter en schrijver (waarschijnlijke datum)
- Petrus Chrysologus, bisschop van Ravenna (waarschijnlijke datum)
- Philippus van Side, christelijke kerkhistoricus (waarschijnlijke datum)
- Socrates Scholasticus, jurist en kerkhistoricus (waarschijnlijke datum)

## Overleden
- Fritigern, koning van de Visigoten
- Samudra-Gupta, keizer van het Gupta Rijk (India) (waarschijnlijke datum)